# Roberto Fontana
Roberto Fontana (n. Buenos Aires, Argentina; 20 de enero de  1934 - Mar del Plata, Buenos Aires; 19 de junio de 1999) fue un famoso productor, director y empresario argentino creador de la música tropical y la bailanta televisiva.

## Carrera
Roberto Fontana, cuyo verdadero nombre era Roberto Punturero, se inició en la era televisiva en los años 1950 en el Canal Panamericana 13 en Perú donde trabajó por varios años. En Argentina debutó con Oscar Sacco, el responsable de la Feria de la alegría. Formó su carrera imponiendo sus creaciones a base de índice de audiencia y maratónicas presentaciones.
En 1982 dirigió y produjo el programa Juntos por ATC. conducido por Antonio Carrizo y Liliana López Foresi, se trataba de un noticiero cultural de 15 minutos al mediodía denominado “De interés público".
Intuitivo para traer estrellas a la pantalla chica, fue quien trajo por primera vez al país al cantante Luis Miguel al programa ómnibus Sábado de Todos (1982-1983) en Canal 7 (ATC), en donde también figuró  José Luis Rodríguez. La mayor parte de la carrera de Fontana se desarrolló en ese canal donde produjo ciclos como Baldositas en crucigrama, Asistente social, La barra, Centro Cultural, Veladas de gala del Colón y los exitosos Adelante, Juventud (1979-1983). En la década de 1990 y en el canal América Televisión produjo Salsa con Ritmo (1995) y A Pleno Sábado (1996-1999), este último conducido por Caire de 12 a 18, llegó a ubicarse en lo más alto del rating televisivo durante la franja horaria. En los años 1990 Fontana inventó un espacio para una música hasta entonces marginada. Llegó a tener tres programas al mismo tiempo que, aunque con nombres distintos y que podían cambiar acorde al contrato, reflejaban el mismo suceso. Uno de ellos fue Sábados de la bondad (1984-1988) conducido por Leonardo Simons y emitido por Canal 9, donde debutó el cantante Maximiliano. 
Fue un gran descubridor de grandes talentos que dejaron su huella tanto en la música melódica como en el género de la cumbia en Argentina, entre otros Ricky Maravilla, Lía Crucet, Cuarteto Imperial, Los Wawancó, Ráfaga, Gilda, Rodrigo, Los Palmeras, Volcán, Antonio Ríos, Leo Mattioli, Alcides, Gladys la bomba tucumana,  Comanche y Daniel Agostini. Con respecto a la revolución que provocó su género musical en la televisión, comentó 

“..dejamos de ser el ‘estilo grasa’ con el que nos identificaban”

Fue propietario y socio en la empresa “Pleno Producciones S.A.” que fundara. En tanto que los hermanos Serantoni (hijos de Marcelo Serantoni, socio de Fontana), tras su trágico final, continuaron por un corto tiempo con la producción artística de A Pleno Sábado programa que Fontana había creado y en el que se desempeñaba como productor general, tiempo después el nombre del programa cambiaría por Siempre Sábado (que luego de un tiempo se llamaría Pasión de Sábado) para no pagar derechos a los herederos de Fontana. ambos fueron conducidos por Hernán Caire.

## Tragedia y fallecimiento
El sábado 19 de junio de 1999 tras un brindis televisivo por el día del padre salió a la ruta. Soltero y sin hijos, había invitado para pasar un fin de semana a Mar del Plata a su hermana (Eva Puntorero), a la prima (Elena Muñiz de Soler), a la madre (Ilaria Barrios Brites) y al padrastro (Ramón Angel Sanabria) de Roberto Edgar, el líder del grupo Volcán, uno de sus descubrimientos más exitosos. A las 23:40, el conductor que iba a 160 km por hora, perdió el control del auto, despistándose de la curva 340 de la ruta 2 a la altura de la localidad de Coronel Vidal. El rodado se fue a la banquina y dio varios tumbos. Los cinco ocupantes murieron en el acto, todos ellos eyectados a diferentes distancias ya que no llevaban puesto el cinturón de seguridad. El Mercedes Benz quedó apoyado del lado lateral izquierdo totalmente destruido. Los restos de Fontana se velaron en Triunvirato y Congreso, Villa Urquiza, Capital Federal.